# 黒岩達介
黒岩達介（くろいわ・たつゆき　1935年1月15日 - 2013年11月5日）は、日本のスキー指導者。群馬県高崎市出身。

## 略歴
- 群馬県立高崎高等学校卒業後、オーストリアに留学。Goethe InstituteⅡを修了
- オーストリア国家検定スキー教師の資格を得て帰国。群馬県嬬恋村に万座スキー学校を開校
- 1978年、オーストリア共和国金栄誉章を受章
- 日本におけるスキー指導の第一人者。日本にオーストリアのスキー理論をはじめて導入した人物でもある。